# 1647 Menelaus
1647 Menelaus eller 1957 MK är en trojansk asteroid i Jupiters lagrangepunkt L4. Den upptäcktes 23 juni 1957 av den amerikanske astronomen Seth Barnes Nicholson vid Mount Wilson-observatoriet. Den har fått sitt namn efter Spartas kung Menelaos i den grekiska mytologin.
Asteroiden har en diameter på ungefär 42 kilometer.